# John Clerk (2e baronnet)
John Clerk of Penicuik, 2e baronnet (1676–1755) est un homme politique, avocat, juge et compositeur écossais.
Il est vice-président de la Royal Society of Edinburgh la société savante prééminente des Lumières écossaises.
Il est le père de George Clerk Maxwell et de John Clerk of Eldin, et l'arrière-arrière-grand-père du célèbre physicien James Clerk Maxwell.

## Jeunesse
John Clerk est le fils de John Clerk, 1er baronnet et de sa première épouse Elizabeth, fille de Henry Henderson d'Elvington. Il suit d'abord une formation juridique à l'Université de Glasgow, puis à l'Université de Leyde. En 1697 et 1698, il fait un Grand Tour et en 1700 est admis au barreau écossais.
Entre 1700 et 1730, il plante 300 000 arbres sur le terrain du domaine familial de Penicuik House.

## Parlement
Il est membre du Parlement d'Écosse pour Whithorn de 1702 à 1707, et commissaire de l'Union des Parlements pour le Parti Whig : il siège au premier Parlement de Grande-Bretagne en 1707.
Il est nommé baron de l'Échiquier pour l'Écosse lors de la constitution de la Cour de l'Échiquier, le 13 mai 1708, poste qu'il occupe pendant près d'un demi-siècle. Avec John Scrope, en 1726, il rédige une Vue historique des formes et des pouvoirs de la Cour de l'Échiquier en Écosse, qui est imprimée aux frais des barons de l'Échiquier pour une diffusion privée.

## Antiquaire et artiste
Clerk écrit des articles dans les transactions philosophiques : l'un un compte rendu du stylet des anciens et de leurs différentes sortes de papier, imprimé en 1731, et les autres sur les effets du tonnerre sur les arbres et des grandes cornes de cerf trouvées au cœur d'un chêne, imprimé en 1739. Il est l'auteur d'un tract intitulé Dissertatio de quibusdam Monumentis Romanis &c, écrit en 1730 mais non publié avant 1750. Pendant plus de vingt ans, il entretient également une savante correspondance avec Roger Gale, l'antiquaire anglais, qui fait partie des Reliquiae Britannica de 1782.
John Clerk est l'un des amis et mécènes du poète Allan Ramsay qui, au cours de ses dernières années, passe une grande partie de son temps à Penicuik House (en). Son fils, Sir James Clerk, érige au siège de la famille un obélisque à la mémoire de Ramsay. Sir John est le mécène de divers autres artistes et architectes, et s'est même essayé lui-même à l'architecture.
Clerk a également un penchant pour la musique, et alors qu'il est à Rome, il fréquente le compositeur baroque Arcangelo Corelli. Il compose des chansons humoristiques est O joyeux peut être la bonne qui épouse le meunier.

## Famille
Il succède à son père dans son titre et ses domaines en 1722. Il courtise en vain Susanna, fille d'Archibald Kennedy de Culzean, baronnet (ancêtre du marquis d'Ailsa) et cette correspondance se trouve aux Archives nationales. Elle est la troisième épouse d'Alexandre, 9e comte d'Eglinton.
Il épouse d'abord, le 23 février 1701, Margaret, fille aînée d'Alexander Stewart, 3e comte de Galloway, décédé en couches le 26 décembre de la même année. Son fils, John, survit, mais meurt célibataire en 1722. John se remarie avec Janet, fille de John Inglis de Cramond, dont il a sept fils et six filles. Il meurt à Penicuik House le 4 octobre 1755,.